# Blumenaustadion
Het Blumenau Stadion is een voetbalstadion in de Liechtensteinse gemeente Triesen.
Het stadion heeft een capaciteit van 2.100 en is het thuisstadion van FC Triesen. Er werd ook gebruik gemaakt van dit stadion tijdens het Europees kampioenschap voetbal onder 19 van 2003. Er werden toen twee groepswedstrijden gespeeld.